# 김태준 (1905년)
김태준(金台俊, 1905년 ~ 1949년)은 한문학자이자 국문학자였으며 일제강점기 말에 경성콤그룹에서 활동한 공산주의계열 독립운동가다. 조윤제 · 이희승 · 김재철등과 더불어 조선어문학회(朝鮮語文學會)를 결성하여 한국 문학사의 기초를 닦은 연구자였다. 한국 최초로 비교문학적 관점에서 〈조선소설사〉와 〈조선한문학사〉를 썼다. 1940년에 발견된 《훈민정음 해례본》을 전형필이 구입할 수 있도록 중개역할을 했다고 한다. 

## 생애

### 어린 시절
평안북도 운산 출신으로 호는 '천태산인'(天台山人)이며 1926년 이리공립농림학교를 졸업하였다. 경성제국대학 예과를 졸업한 후 1931년 같은 대학 법문학부 중국문학과를 졸업하였다. 대학 시절 《신흥(新興)》지에 참여하였으며, 1930년 국내 최초의 비교문학적 국문학 연구인 《조선소설사》를 《동아일보》에 연재함으로써 두각을 나타냈다. 1931년에는 이희승, 조윤제 등과 조선어문학회를 결성하였으며, 그해 단행본인 《조선한문학사》를 발간, 한문학과 국문학을 접목시킴으로써 한국문학사를 정립시켰다. 명륜전문학교와 명륜학원 강사를 거쳐 1939년에는 경성제국대학 강사를 역임했다.

### 훈민정음 발굴
1940년 여름, 김태준은 제자 이용준에게서 “우리 집안에 훈민정음이 가보로 내려오고 있다”는 이야기를 들은후, 문화재 수집가이자 연구가였던 간송 전형필에게 해례본의 존재 사실을 알렸다. 그동안 훈민정음의 행방을 애타게 기다려온 전형필은 일제의 감시 위험을 무릅쓰고 이를 인수했다. 소유주가 1천 원을 불렀으나 전형필은 10배인 1만 원을 지불했다. 기와집 10채를 살 수 있는 금액이었다. 책을 소개한 김태준은 따로 수고비 1천원을 받았다. 이로 인하여 해례본이 온전히 보존될 수 있었다. 해방이 되자 이 책의 존재 사실이 널리 알려지면서 한글 창제원리가 세상에 알려지게 되었다. 훈민정음 해례본은 전형필 사후 1962년 12월 국보 70호로 지정된 데 이어 1997년 10월 유네스코 세계기록유산으로 등재됐다.

### 사회주의 활동
김태준은 사회주의자인 이현상의 소개로 1940년 당대 사회주의 단체 경성콤그룹에 가입했다가 검거돼 1941년부터 43년까지 옥고를 치렀다. 이 사이 그의 노모와 아내, 아이는 모두 사망하는 아픔도 겪었다.
1943년 여름 병보석으로 석방된 김태준은 항일 무력운동의 가능성을 탐색하다 사회주의자인 아내 박진홍과 함께 조선의용군이 주둔하던 옌안(延安)으로 떠난다. 1945년 4월 연안에 도착했으나 이후 일제 패망 소식을 듣고 걸어서 11월 하순 서울에 도착하였다.
1947년 조선문학가동맹 기관지 ‘문학’에 실린 그의 마지막 저술 ‘연안행’에서 김태준은 ‘문학연구니 역사연구니 언어연구니 하는 것은 우리 정부가 수립된 후의 일이니 당분간 이 방면의 서적은 상자에 넣어서 봉해두자. 보는 책은 경제학ABC, 인터내셔널, 전기, 레닌 선집 등이었다. 나는 좀더 튼튼한 세계관을 수립하려고 모색하였다. 외계에는 공출, 배급, 징용, 징병에 떨며 울고 있는 수천만 형제자매의 아우성소리 조음(燥音)이 이타(耳朶)를 치는데, 어느 겨를에 조선문학이니 조선역사니 찾고 있을 수가 있을 것인가라고 하였다’며 당시의 심정을 밝혔다.

### 사망
해방 후 1945년 11월 귀국한 김태준은 12월 경성대학(경성제국대학의 후신) 초대 총장에 선출됐으나 미군정청의 인정을 받지 못했다. 그는 1946년 11월 남조선노동당 문화부장에 임명됐고 남로당 간부로 문화공작과 특수정보 분야 지하활동을 했다. 예술인들이 ‘빨치산’을 지원하는 활동이었다. 1949년 이현상이 이끄는 지리산 빨치산 유격대들을 대상으로 특수문화 공작을 하다가 전북 남원에서 국군토벌대와 경찰에 체포되어 1949년 11월, 서울 수색 근처에서 총살형 당했다.

### 평가
2007년 ‘김태준 평전-지성과 역사적 상황’을 펴낸 김용직 서울대 명예교수는 혁명가로서 김태준은 해방 이전까지는 반제투쟁의 투사로 평가하지만 해방 이후 남로당의 ‘극좌모험주의’가 수많은 인명 살상을 몰고 온 만큼 공과가 뚜렷이 갈린다고 봤다.
임경석 성균관대 사학과 교수는 “독립운동을 한 사람이라면 사상에 관계없이 해방을 맞은 1945년까지 무엇을 했는지를 기준으로 평가해야 한다”며 “일제강점기 김태준 선생의 행적은 명백히 독립유공자 서훈을 받을 만하다”고 말했다.

## 참고 자료
- 조선 국문학계의 큰별 김태준
- <김태준 평전 : 지성과 역사적 상황>, 김용직 저. 2007년 출간.

## 같이 보기
- 조선공산당
- 경성콤그룹
- 남로당
- 박헌영
- 이현상
- 이관술